# رفاعة بن قرظة القرظي
رفاعة بن قرظة القرظي صحابي من مسلمي أهل الكتاب ، كان من سبي يهود بنو قريظة يهود المدينة المنورة حين غزاهم المسلمين, فألقي في السبي أذ كان  صغيرا حين ذلك. ونزلت فيه آية في القرآن فعن ابن جرير الطبري عن رفاعه القرظي أن قال: « نزلت هذه الآية في عشرة أنا منهم ﴿وَلَقَدْ وَصَّلْنَا لَهُمُ الْقَوْلَ لَعَلَّهُمْ يَتَذَكَّرُونَ ۝٥١﴾ [القصص:51] » 